# Aleksandr Samarin
Aleksandr Dmitrijewicz Samarin, ros. Александр Дмитриевич Самарин (ur. 30 stycznia?/11 lutego 1868 w Moskwie, zm. 30 stycznia 1932 w Kostromie) – rosyjski polityk, oberprokurator Świątobliwego Synodu Rządzącego w 1915.

## Życiorys
Pochodził z rodziny szlacheckiej, posiadał znaczny majątek ziemski w guberni moskiewskiej. Ukończył studia na wydziale historyczno-filologicznym Uniwersytetu Moskiewskiego. W 1899 został marszałkiem szlachty ujezdu bogorodskiego. W 1900 uzyskał rangę kamerjunkra, zaś w 1906 – kamergera. W 1908 został rzeczywistym radcą stanu. Od 1908 był marszałkiem szlachty guberni moskiewskiej. Od 1912 członek Rady Państwa Imperium Rosyjskiego, zachowując dotychczasowy urząd marszałka szlachty. W 1915 został oberprokuratorem Świątobliwego Synodu Rządzącego. Reprezentował poglądy konserwatywne. Był znanym publicystą cerkiewnym, na łamach rosyjskiej prasy polemizował m.in. z Władimirem Sołowjowem. Jeszcze w tym samym roku, we wrześniu, został pozbawiony stanowiska za sprawą niechęci, jaką darzyła go caryca Aleksandra Fiodorowna. Samarin był bowiem zdecydowanym krytykiem działalności Rasputina.
W czerwcu 1917 wziął udział w zjeździe duchowieństwa i świeckich eparchii moskiewskiej, który miał wybrać nowego metropolitę moskiewskiego po usunięciu z urzędu Makarego. Chociaż nie był wyświęcony na kapłana, został zgłoszony jako kandydat na ten urząd i uzyskał 303 głosy z 800. Poparcie zawdzięczał swojej wcześniejszej krytyce Rasputina oraz pogłoskom, jakoby był osobą szczególnie bliską carowi Mikołajowi II, z którym spotkał się w 1915 w kwaterze głównej w Mohylewie. Metropolitą został jednak ostatecznie dotychczasowy arcybiskup wileński i litewski Tichon, na którego zgodnie głosowali delegaci duchowieństwa.
Brał udział w Soborze Lokalnym Rosyjskiego Kościoła Prawosławnego w latach 1917–1918 jako delegat świeckich. Ponownie, chociaż nie posiadał święceń kapłańskich, zyskał część głosów w wyborach patriarchy moskiewskiego i całej Rusi, nie były to jednak głosy ważne.
Po dojściu do władzy bolszewików był wielokrotnie aresztowany.